# Carol Emshwiller
Carol Emshwiller, född 12 april 1921 i Ann Arbor, Michigan, död 2 februari 2019 i Durham, North Carolina, var en amerikansk författare av avant garde-noveller som bland annat vunnit Nebulapriset. Bland hennes romaner är Carmen Dog och The Mount utmärkande. Hon skrev också två cowboyromaner, Ledoyt och Leaping Man Hill. Hennes sista roman, The Secret City, publicerades i april 2007.
Hon var från 1949 gift med konstnären och den experimentella filmskaparen Ed Emshwiller (1925-1990). Deras dotter Susan Emshwiller var med och skrev filmen Pollock. Deras son Peter Emshwiller är författare till två romaner. Deras dotter Eva är en botaniker och etnobotaniker vid University of Wisconsin-Madison.
Emshwiller föddes i Ann Arbor, Michigan. Hon bodde i New York större delen av året och tillbringade somrarna i Owens Valley, Kalifornien.